# 自力文團
自力文團（法語：Union Littéraire Autonome），是1930年代成立於越南東京（今河內）的一個左翼文學組織。

## 歷史
該小組由一靈（阮祥三）和慨興（陳慶餘）於1932年至1933年創立，他們開始出版周刊《風化》（Phong Hóa）和後來的《今日》（Ngày Nay）。在一段時期內，自力文團處於新聞發展的新前沿，即“新詩”，並在《風化》連載的小說和故事中引入現實主義。在《風化》中連載的小說後來在自強出版系列中完成。該小組被確定為反法國人，例如，被排除在法國組織的文學和藝術會議之外。
該組織活動期間恰逢越南女權運動的出現，自力文團的小說經常描述－在現實主義的原則下－婦女的傳統義務。

## 主要成員
- 一靈（阮祥三）
- 慨興（英语：Khái Hưng）（陳慶餘）
- 輝瑾
- 傘沱（阮克孝）